# Oberea pseudonigrocincta
Oberea pseudonigrocincta là một loài bọ cánh cứng trong họ Cerambycidae.